# Tim Buckley
Timothy Charles Buckley III (14 de febrero de 1947 - 29 de junio de 1975) fue un músico estadounidense de rock de vanguardia, con influencias de folk, jazz, psicodelia, funk y soul. Su carrera fue corta, entre finales de los 60 y los primeros 70. Fue padre del también cantautor Jeff Buckley.

## Infancia y juventud
Tim Buckley nació en Washington D. C. el 14 de febrero de 1947, hijo de irlandeses concretamente de la región de Cork, pero sufrió muchos traslados durante su infancia.
Con once años empezó a tocar el banjo. De la mano de su abuela Laura Valderrábano se introdujo en las baladas jazzísticas de Billie Holiday y de la de su madre en Frank Sinatra y la música country.
En el instituto de California se hizo amigo de Larry Beckett, el que posteriormente sería su mano derecha en la escritura de sus canciones. Allí también comenzaría a jugar al fútbol como quarterback.

## Vida privada
Tim se casó con Mary Guilbert y tuvo un hijo llamado Jeff Buckley que posteriormente se convertiría en un músico notable.

## Últimos días y muerte
El 28 de junio de 1975, Tim concluyó el último show de un tour en Dallas, Texas, tocando ante 1800 personas con localidades agotadas. Buckley celebró la culminación del tour con un fin de semana bebiendo con su banda y amigos, como era su rutina habitual. Al atardecer del 29 de junio de 1975, Tim acompañó a su viejo amigo Richard Keeling hasta su casa con la esperanza de así obtener heroína. Después de aproximadamente una hora en la casa, Buckley, en estado de ebriedad, fue hasta donde estaba Keeling mientras este estaba teniendo sexo, causando una pelea entre los dos. Keeling, aplacándolo le dio una gran dosis de heroína diciéndole "Adelante, toma todo", lo que finalmente Tim hizo.
Después de esto, Buckley estaba en tan mal estado que sus amigos lo llevaron a su casa. A su regreso a casa, su esposa, Judy, al ver su estado de ebriedad, lo acostó sobre una almohada en el piso de la sala y preguntó a sus amigos qué había sucedido. Judy llevó a Tim hasta la cama, y cuándo luego fue a ver cómo estaba lo encontró azul, había dejado de respirar. Los intentos de sus amigos y médicos por reanimarlo fueron infructuosos y Tim Buckley fue dado por muerto, el 29 de junio de 1975 a las 9:42 pm, debido al exceso y combinación de heroína y alcohol.

## Registro
La voz de Buckley llegaba a abarcar tres octavas y media. Su talento con la voz está patente en álbumes como Goodbye and Hello (1967), Lorca (1970) y Starsailor (1970), convirtiendo su aguda voz en el sello personal del cantante, algo que creaba polémica en la crítica estadounidense, puesto que los interminables fraseos a veces prescindibles de Buckley enamoraban a unos y enfurecían a otros.

## Discografía

### Álbumes de estudio
- Tim Buckley (Asylum, 1966)
- Goodbye and Hello (Elektra, 1967)
- Happy Sad (Elektra, 1969)
- Blue Afternoon (Straight, 1970)
- Lorca (Asylum/Elektra, 1970)
- Starsailor (Rhino, 1970)
- Greetings from L.A. (Rhino, 1972)
- Sefronia (Manifesto, 1973)
- Look at the Fool (Manifesto, 1974)

### Álbumes en directo
- Live at the Folklore center 1967 Disco en directo. Grabado en el Folklore Center, NYC, el 6 de marzo de 1967
- Dream Letter: Live in London 1968 (Rhino, 1990)
- Live at the Troubadour 1969 (Rhino, 1994). Disco en directo. Grabado en el Troubadour de Los Ángeles en 1969.
- Once I Was (Varese, 1999). Disco en directo de varios conciertos entre 1968 y 1974.
- Copenhagen Tapes (2000). Disco en directo. Grabado en Copenhague en 1968.

### Recopilatorios y rarezas
- Morning Glory: The Tim Buckley Anthology (Rhino, 2001). Doble CD recopilatorio.
- Works in Progress (Rhino, 1999). Recopilatorio de canciones no terminadas.
- Peel Sessions (1991)

## Libros
- Once He Was: the Tim Buckley Story, (1997). Barrera, Paul.
- Dream Brother: The Lives and Music of Jeff and Tim Buckley, (2001) Browne, David.
- Blue Melody:Tim Buckley Remembered, (2002). Underwood, Lee.

## Álbumes tributo
- Sing a Song for You: Tribute to Tim Buckley (2000)
- Dream Brother: The Songs of Tim and Jeff Buckley (2005)